# پرینس هتلز
پرینس هتلز (انگلیسی: Prince Hotels) شرکت مهمان‌نوازی ژاپنی است، که در سال ۱۹۵۶ تأسیس شد.